# Elaffär
Elaffär är en näringsgren för försäljning av elartiklar, från grossist till konsument. Butikernas sortiment spänner över elmateriel, hushållsapparater, belysning och vitvaror. Butikerna är i ökande grad organiserade i rikstäckande frivilliga eller centralt ägda butikskedjor som Elon och tidigare Elkedjan. Viktiga samlingspunkter för branschen är Belysningsmässan och Elfackmässan.